# Línea 33 (Córdoba)
La Línea 33 es una línea de transporte urbano de pasajeros de la ciudad de Córdoba, Argentina. El servicio está actualmente operado por la empresa TAMSE.
Anteriormente el servicio de la línea 33 era denominada CR (Central Rojo) desde 2002 por T.A.M.S.E., hasta que en septiembre de 2013 Tamse deja de operar el corredor Rojo y pasan a manos de ERSA Urbano con la misma denominación, hasta que el 1 de marzo de 2014, por la implementación del nuevo sistema de transporte público, la CR se fusiona como 33 operada por la misma empresa, hasta que el 30 de septiembre de 2021 la Municipalidad le quita a Ersa los corredores 3 y 8 y pasan a manos de TAMSE y Coniferal, donde operan actualmente.

## Recorrido
Desde barrio Santa Isabel 1° Secc. a Área Central.
 Servicio diurno y nocturno.
Ida:  De Rotonda Renault – Av. Curazao – América Central – Calle Pública – Marsella – Aviñón – Burdeos – Nantes – Calle Publica – Darién – Av. Atlántida – Cruce Av. Armada Argentina – Ushuaia – Colorado – Tunuyán – Congreso – José Benito Cottolengo – Río Negro – Rotonda Av. De mayo – Río Negro – Defensa – Río Quilpo – Arroyo de la Reducción – Río Negro – Defensa – Av. Armada Argentina – Rotonda Las Flores – Av. Vélez Sarsfield – Plaza de las Américas – Richardson – Belgrano – Tucumán hasta La Tablada.
Regreso:  La Tablada – Av. Gral. Paz – Av. Vélez Sarsfield – Plaza de las Américas – Av. Vélez Sarsfield – Rotonda Las Flores – Av. Armada Argentina – Defensa – Salinas Grandes – Río Negro – Arroyo de la Reducción – Río Quilpo – Defensa – Río Negro – Rotonda Av. De mayo – Río Negro – José Benito Cottolengo – Congreso – Tunuyán – Colorado – Ushuaia – Cruce Av. Armada Argentina – Av. Atlántida – Darién – Calle Pública – Nantes – Burdeos – Aviñón – Marsella – Nantes – Calle Pública – América Central – Av. Curazao hasta rotonda Renault.